# Baillie Scott
Mackay Hugh Baillie Scott (23. října 1865 St Peter's, Broadstairs – 10. února 1945 Brighton) byl britský umělec a architekt. Během své dlouhé kariéry užíval různé architektonické styly včetně tudorovské architektury, stylu Hnutí uměleckých řemesel a později neogeorgiánské architektury.

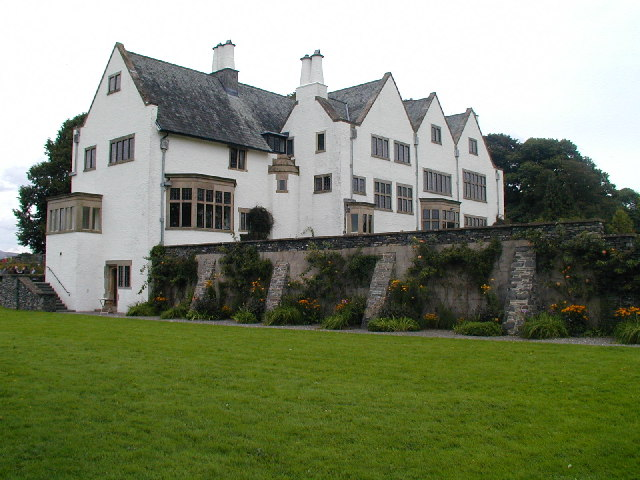
Historický dům Blackwell, poblíž Bowness v hrabství Cumbria

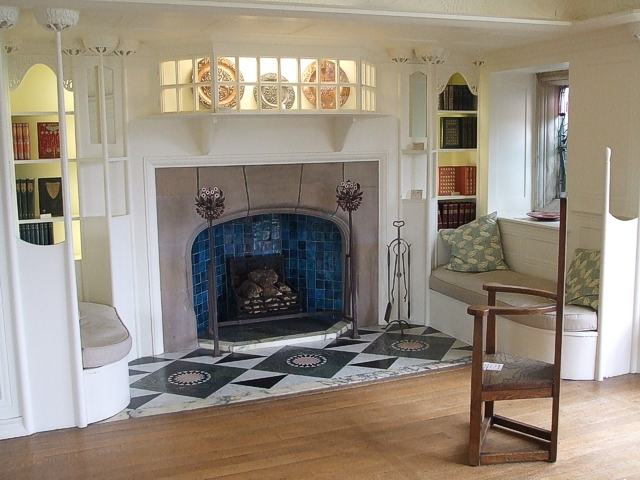
Krb v Blackwell, příklad Scottova důrazu na detail v interiétu, typické pro architekturu Hnutí uměleckých řemesel

## Životopis
Narodil se jako druhý potomek bohatého skotského statkáře v Beards Hill v St Peter's poblíž města Broadstairs v hrabství Kent. Studoval nejdříve na Royal Agricultural College v Cirencestertu, ale v roce 1885 se rozhodl studovat architekturu. Krátce studoval v Bathu, ale jeho rozvoj v architektuře je přičítán období 12let, které strávil na ostrově Man. Z toho první čtyři roky strávil v Alexander Terrace ve městě Douglas. V roce 1893 se s rodinou přestěhoval do domu Red House na Victoria Road v Douglas, který navrhl.

### Kariéra
Na počátku své kariéry pracoval s Fredem Sandersem, s nímž studoval školu umění Isle of Man School of Art v Douglas. V květnu 1891 působil jako učitel umění. V umělecké škole se spřátelil s designérem Archibaldem Knoxem. Poté opustil Saunderse a založil si vlastní podnik na 23 Athol Street v Douglas. V roce 1894 ve článku časopisu The Studio navrhoval architekturu s vysokou centrální halou s galerijním zákoutím mezi salonem a jídelnou, která by od nich byla oddělená skládacími paravány. Tento hypotetický „ideální dům“ mu přinesl mnoho zakázek.
Scott vyvinul svůj vlastní styl Hnutí uměleckých řemesel, který postupoval směrem k jednoduché formě architektury, spoléhající na věrnost materiálu a funkci a na precizní řemeslo. Scott byl známý tím, že se věnoval obojímu, exteriéru i interiéru a jejich výzdobě. Za svou kariéru má na kontě téměř 300 budov.

### Osobní život
Oženil se s Florence Kate Nash, která byla potomkem Beau Nash, dne 1. února 1899 ve farním kostele v Batheastonu v hrabství Somerset. Měli spolu dceru a syna.
- Enid Maud Mackay Baillie-Scott (26. listopadu 1889 – 1968)
- Mackay Hugh Baillie-Scott (13. května 1891 – 1943)

Zemřel v nemocnici Elm Grove Hospital (nyní Brighton General Hospital) v Elm Grove v Brightonu. Na jeho náhrobku v Edenbridge v hrabství Kent stojí: „Přírodu miloval a vedle přírody umění.”

## Dílo (výběr)

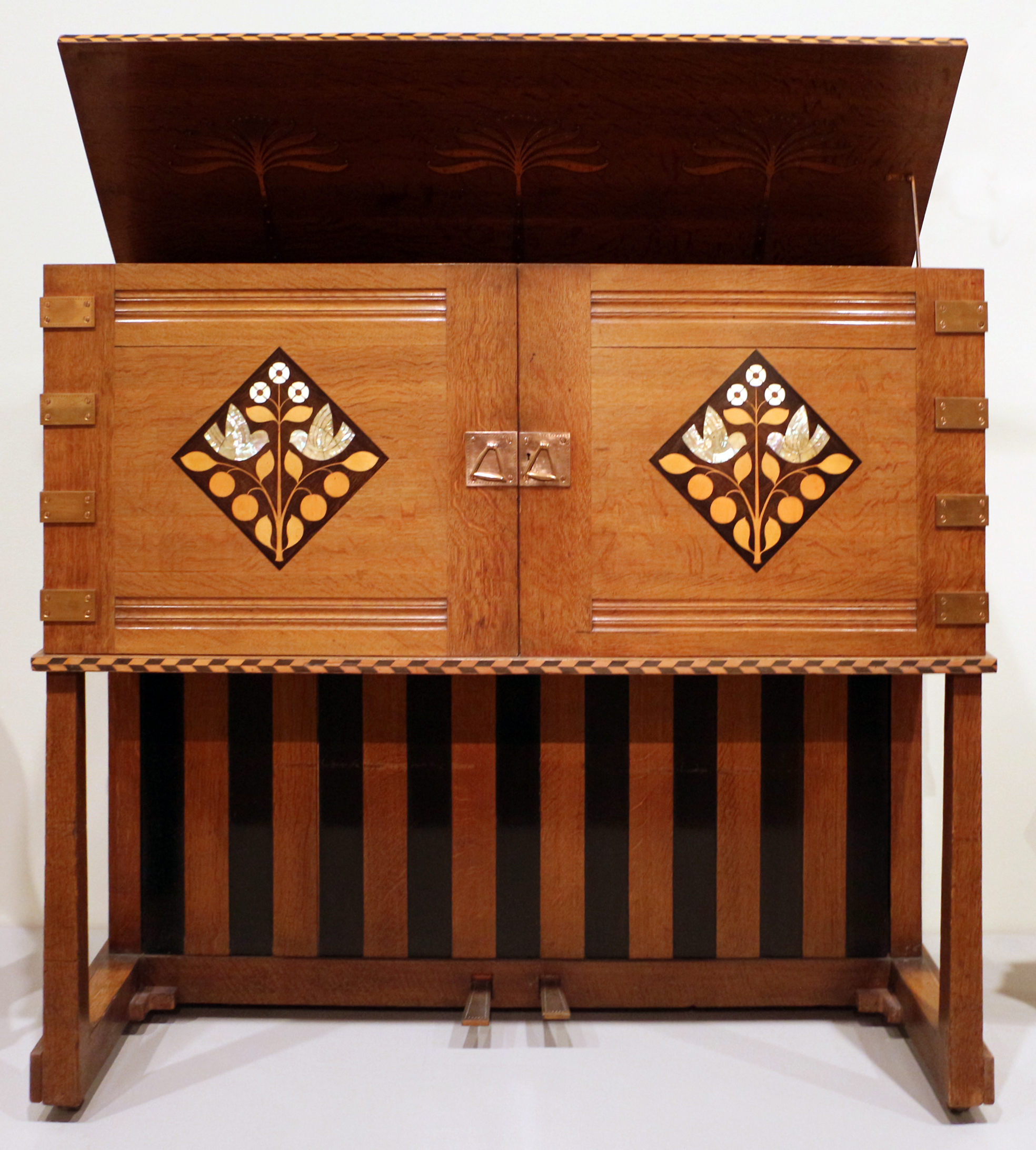
Kabinet na piáno, 1897, Art Institute of Chicago

- Bexton Croft, Knutsford, Cheshire, 1896, ochrana stupně I
- Blackwell, Bowness, Cumbria, 1898–1900, ochrana stupně I
- The White House, Helensburgh, Skotsko, 1899, kategorie A
- Home Close, Sibford Ferris, Oxfordshire, 1911
- Zahrady Snowshill Manor, 1920–1923
- Church Rate Corner (soukromý dům), Cambridge, 1924, ochrana stupně II[3]
- Oakhams, 1942 (přístavby; jeho dům)
- Red House, Man
- Woodbury Hollow, Loughton, Essex
- Winscombe House, Crowborough, Sussex
- Sandford House, Kilmany, Fife, Skotsko, kategorie B
- Majestic Hotel, Onchan, Man (zbořen)
- White Lodge, Wantage, Oxfordshire
- Chludzinski's Mansion, Lieskavičy, Šumilina, Vitebsk, Bělorusko (ruina)[4]